# Движение народного участия
Движение народного участия (исп. Movimiento de Participación Popular, MPP) — уругвайская политическая партия социалистического толка. Входит в Список 609 в рамках объединения левых и левоцентристских сил «Широкий фронт». Экс-президент Уругвая Хосе Мухика был историческим лидером MPP.

## История
Истоки Движения народного участия лежат в леворадикальном движении городских партизан Тупамарос (Движение национального освобождения). Начиная с 1985 года, после конца военной диктатуры и объявления амнистии политзаключённым подпольщикам Тупамарос, внутри движения велись споры о легализации в правовом поле. В итоге победили сторонники мирных средств борьбы в рамках демократической системы.
В 1989 году Тупамарос были приняты в ряды Широкого фронта, и совместно с другими леворадикальными группами, такими как анархо-коммунистическая Партия народной победы (PVP), геваристское Восточное революционное движение (MRO) и троцкистская Социалистическая партия трудящихся (PST), на радикальном крыле фронта создали Движение народного участия (MPP). Однако такие бойцы Тупамарос, как Хулио Мареналес, отказались участвовать в выборах. В результате парламентских выборов 1989 года избирательный список MPP, получивший номер 609, завоевал два места в Палате депутатов: Гелиос Сарту (профсоюзный юрист) и Уго Корес (PVP).
В 1992 году Восточное революционное движение решило покинуть MPP (а вскоре после этого и Широкий фронт) из-за политических разногласий с взятым партией курсом, в котором усмотрело отход от «от идей Рауля Сендика относительно внешнего долга, национализации банков и внешней торговли». В последующие годы остальные организации-учредители Движения народного участия, за исключением Тупамарос, покинули его (в 1994 году PVP, в 1996 году Социалистическая партия трудящихся, а затем Революционная коммунистическая партия).
Бывшие партизаны-Тупамарос впервые участвовали в качестве кандидатов в парламентских выборах в Уругвае в 1994 году. Количество отданных за MPP голосов возросло, и за движением остались два места в Палате депутатов (Хосе Мухика и Элеутерио Фернандес Уидобро), а также одно в Сенате (Сарту). К 1999 году Хосе Мухика, баллотировавшийся на выборах того года в Сенат, стал популярной политической фигурой; MPP вновь улучшило свой результат, получив два места в верхней палате.
С тех пор Движение народного участия стало крупнейшей фракцией в рамках «Широкого фронта», победившего на выборах в 2004 году и пришедшего к власти в марте 2005 года. На тех выборах MPP, поспособствовавшее победе социалиста Табаре Васкеса (избранного первым левым президентом страны), получило шесть мест в Сенате. Движение получило несколько постов в правительстве. Мухика стал министром скотоводства, сельского хозяйства и рыболовства, а Эдуардо Бономи — министром труда.
С 2007 года новые тенденции внутри в MPP привели к созданию новой группы — Течение действия и свободы мысли (Corriente de Acción y Pensamiento-Libertad, CAP-L) во главе с Уидобро. На праймериз 2009 года MPP подтвердило своё превосходство как самая важная фракция в Широком фронте. Сам Мухика, избранный в итоге президентом, покинул MPP, чтобы не быть привязанным к какой-либо конкретной группе в рамках Широкого фронта. Однако список 609 от MPP возглавила Лусия Тополански, супруга Хосе Мухики